# Рогали (Львовская область)
Рогали (укр. Рогалі) — село в Добротворской поселковой общине Шептицкого района Львовской области Украины.
Население по переписи 2001 года составляло 120 человек. Занимает площадь 0,163 км². Почтовый индекс — 80411. Телефонный код — 3254.